# Lepidozona allynsmithi
Lepidozona allynsmithi är en blötdjursart som beskrevs av Ferreira 1974. Lepidozona allynsmithi ingår i släktet Lepidozona och familjen Ischnochitonidae. Inga underarter finns listade i Catalogue of Life.